# Canthon virens
Canthon virens е вид бръмбар от семейство Листороги бръмбари (Scarabaeidae). Видът не е застрашен от изчезване.

## Разпространение
Разпространен е в Аржентина (Ентре Риос, Кориентес, Мисионес, Салта, Сан Салвадор де Хухуй, Сантяго дел Естеро, Тукуман и Чако), Боливия, Бразилия (Амазонас, Баия, Гояс, Еспирито Санто, Мато Гросо, Мато Гросо до Сул, Минас Жерайс, Пара, Параиба, Парана, Пернамбуко, Рио Гранди до Сул, Рио де Жанейро, Рондония, Санта Катарина и Сао Пауло), Венецуела, Парагвай, Перу, Суринам, Уругвай и Френска Гвиана.